# Volvo B30
Der B30 war ein Ottomotor des schwedischen Automobilherstellers Volvo, der im Jahre 1968 im Pkw-Modell Volvo 164 vorgestellt wurde. Er wurde als Vergasermotor unter der Bezeichnung B30A mit einer Zweifach-Vergaseranlage von Stromberg mit 96 kW (130´ PS) und als Einspritzmotor unter der Bezeichnung B30E mit einer D-Jetronic-Einspritzanlage von Bosch und 118 kW (160 PS) hergestellt, die auch beim B20E verwendet wurde. Volvo ist hier beim B30A von der Normalen Firmen-Codierung für Motoren abgewichen. A stand immer für einen Motor mit einem Vergaser, B für einen mit zwei. Da es aber bei diesem keine Einfachvergaserversion gab, ist man hier wohl davon abgewichen. Es handelt sich um einen Sechszylinder-Reihenmotor mit einer seitlichen Nockenwelle (OHV-Ventilsteuerung) und ca. 3 Litern Hubraum. Er wurde auch mit drei Vergasern als Bootsmotor AQ 170 A von Volvo Penta hergestellt und fand darüber hinaus Verwendung im Geländewagen Volvo C303. Der Motor basierte technisch auf dem Vierzylindermotor B18/B20.